# Playa de La Puntilla
La Puntilla es una playa situada en el término municipal de El Puerto de Santa María, en la provincia de Cádiz (Andalucía, España).

## Ubicación
Ubicada entre la desembocadura del río Guadalete y la playa de la Colorá; cercana a la ciudad y los pinares y Dunas de San Antón, donde hay un cámping.

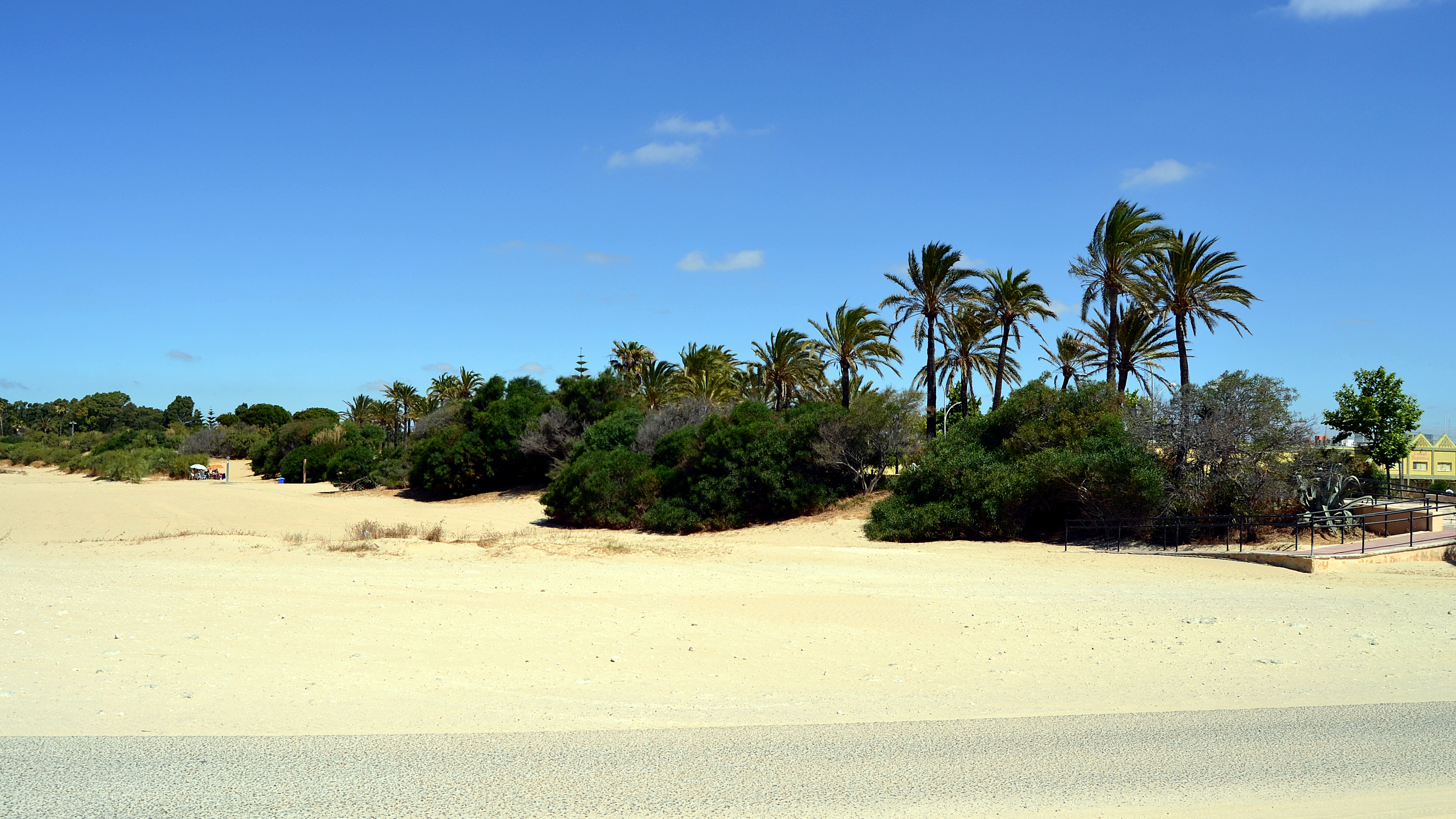
Playa.

## Turismo
Sus servicios son utilizados por una afluencia de bañistas locales y de turistas nacionales.

## Características
De arenas finas, doradas y de naturaleza carbonática.
- Longitud de la playa: 850 m.
- Anchura media: 89 m.
- Pendiente media: 7 %
- Tipo de Arena: Arena fina – color dorada
- Dispositivos: Acceso y módulos de atención a minusválidos que cuentan con sillas especiales para el baño de las personas con discapacidad, botiquín, ambulancia (sábados, domingos y festivos), embarcaciones de socorrismo, torreta de vigilancia, servicios higiénico-sanitarios, zonas deportivas, duchas, megafonía y seguridad.

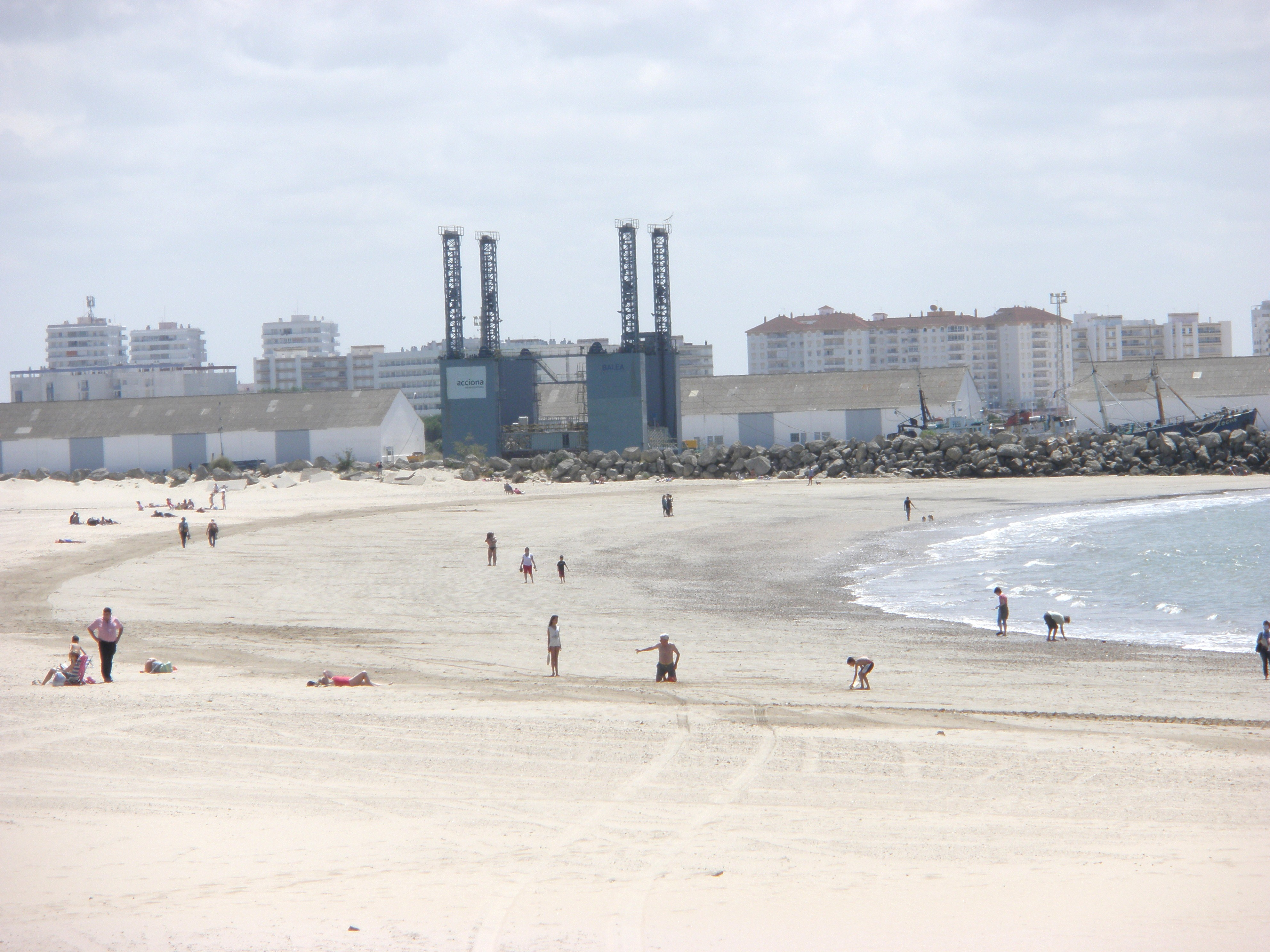
La Puntilla.